# Rano Kau
Rano Kau är en vulkan i Chile. Den ligger i den västra delen av landet, 3 800 km väster om huvudstaden Santiago de Chile. Toppen på Rano Kau är 119 meter över havet, eller 65 meter över den omgivande terrängen. Bredden vid basen är 0,87 km. Rano Kau ligger på ön Påskön.
Terrängen runt Rano Kau är varierad. Havet är nära Rano Kau åt sydost. Trakten är glest befolkad. Närmaste större samhälle är Ostrov Paschi, 6,4 km väster om Rano Kau. 